# Lomtjärnen (Arvidsjaurs socken, Lappland, 730324-167290)
Lomtjärnen är en sjö i Arvidsjaurs kommun i Lappland och ingår i Piteälvens huvudavrinningsområde.